# Sune på bilferie
Sune på bilferie er en svensk familiefilm fra 2013 instrueret af Hannes Holm. Filmen, der er baseret på Sune-serien af Anders Jacobsson og Sören Olsson, efterfulgte Sune i Grækenland fra 2012. I 2014 blev filmen fulgt op af Sune på fjeldet.

## Handling
Filmen følger Sune og hans familie på en rejse gennem Europa, hvor destinationen er en lille landsby i Sydtyrol. Her fejerede hans mor og far deres bryllupsrejse 20 år tidligere. I landsbyen bor Sunes drømmepige, men også en kunstner, der kan gøre familien meget rig. Dog vil bilferien naturligvis ikke være helt problemfri.

## Medvirkende
- William Ringström som Sune
- Julius Jimenez Hugoson som Håkan
- Hanna Elffors Elfström som Anna
- Morgan Alling som Rudolf
- Anja Lundqvist som Karin
- Julia Dufvenius som Sabina
- Erik Johansson som Pontus
- Feline Andersson som Hedda
- Kalle Westerdahl som Ragnar
- Frida Hallgren som Yvonne
- Claudia Galli som Nicole
- Dao Molander Di Ponziano som ung Nicole